# Nubwenet
Nubwenet, teilweise auch Nubunet geschrieben, war eine Königin der altägyptischen 6. Dynastie. Sie war eine Gemahlin von Pharao Pepi I. Kinder aus dieser Ehe sind nicht bekannt.

## Grabstätte
Für Nubwenet wurde südlich der Pyramide ihres Gemahls eine Königinnenpyramide errichtet. Sie wurde 1988 von französischen Archäologen entdeckt und enthielt Bruchstücke eines Sarkophages aus Rosengranit und Reste der Grabausstattung.